# Etopropazina
L'etopropazina (conosciuta anche come Profenamina) è un composto appartenente alla classe delle fenotiazine la cui somministrazione si rivela particolarmente utile nei soggetti che presentano rigidità muscolare.

## Farmacodinamica
Etopropazina è dotata di proprietà antimuscariniche, antiadrenergiche, antistaminiche lievi e ganglio-bloccanti. Il composto è dotato anche di debole attività di tipo antistaminico ed anestetica locale.

## Farmacocinetica
Dopo somministrazione per via orale il farmaco viene adeguatamente assorbito dal tratto gastroenterico. Gli effetti del farmaco si manifestano entro 30-60 minuti dall'assunzione e persistono per circa 4 ore. Studi sperimentali nel ratto hanno evidenziato che etopropazina si concentra principalmente nel sistema nervoso centrale (SNC), nel tessuto cardiaco e nel plasma. I diversi enantiomeri non sembrano concentrarsi in modo differente nelle diverse parti del cervello (substantia nigra, corteccia o corpo striato).

## Tossicologia
Studi sperimentali negli animali (topo)) hanno evidenziato valori di DL50, quando assunta per os, pari a 650 mg/kg peso corporeo.

## Usi clinici
L'etopropazina cloridrato trova indicazione come coadiuvante nel trattamento sintomatico di tutte le forme di parkinsonismo. 
È utile anche nel trattamento delle reazioni extrapiramidali indotte da farmaci, ed è stata utilizzata anche nella paralisi cerebrale infantile.
Il composto non si è invece dimostrato efficace nelle discinesie tardive che anzi possono essere aggravate.

Il composto è stato anche utilizzato per il trattamento sintomatico della degenerazione epatolenticolare e dell'atetosi congenita.

## Effetti collaterali e indesiderati
In corso di trattamento sono state segnalate diversi effetti collaterali, tra cui in particolare vertigini, visione offuscata, confusione mentale, stanchezza, sonnolenza. In genere la maggior parte di questi effetti sono transitori e si riducono fino a scomparire con la diminuzione del dosaggio, che solo in rari casi deve essere completamente interrotto.
 
Altri effetti collaterali includono secchezza del cavo orale, nausea, vomito, crampi muscolari, sensazione di pesantezza alle estremità, rash cutanei, cefalea, ipotensione, atassia, accentuazione della sindrome parkinsoniana, ritenzione urinaria, stipsi.

## Controindicazioni
Il farmaco è controindicato nei soggetti con ipersensibilità individuale nota al principio attivo oppure ad uno qualsiasi degli eccipienti utilizzati nella formulazione farmaceutica. È inoltre controindicato nei pazienti affetti da glaucoma o ipertrofia prostatica. Nei pazienti affetti da disturbi mentali, i quali assumono etopropazina per controllare le reazioni extrapiramidali indotte da altri farmaci, è richiesta una particolare cautela, soprattutto nella fase iniziale del trattamento ed ogni qual volta si ritenga utile ricorrere ad un adeguamento del dosaggio, in quanto si può avere un peggioramento dei disturbi mentali e la comparsa di psicosi tossiche.

## Dosi terapeutiche
L'etopropazina viene somministrata per via orale, sotto forma del suo sale cloridrato, al dosaggio iniziale di 50 mg, una o due volte al giorno. La dose iniziale viene successivamente e gradatamente incrementata fino a 100–400 mg al giorno, dosaggi ritenuti standard per pazienti con sintomatolagia lieve. Nei casi più gravi si può raggiungere un dosaggio pari a 500–600 mg al giorno.

## Gravidanza e allattamento
In letteratura medica non sono documentati effetti avversi durante l'uso in gravidanza. Tuttavia il farmaco può essere usato dalle donne in stato di gravidanza solo quando il potenziale beneficio per la gestante giustifichi i possibili rischi per il nascituro. Il farmaco viene escreto nel latte materno, pertanto non dovrebbe essere utilizzato da donne che allattano al seno.

## Interazioni
- Fenotiazine, antidepressivi, antistaminici e antipsicotici: la contemporanea somministrazione di etopropazina con composti appartenenti a queste classi può aumentare il rischio di effetti anticolinergici indesiderati.

## Avvertenze
Etopropazina può causare sedazione e sonnolenza. Per questa ragione il paziente che viene posto in trattamento deve essere avvisato di utilizzare estrema cautela nella guida di veicoli o nello svolgimento di attività che richiedono elevati livelli di attenzione e prontezza di riflessi.